# Forum Palermo

Logo del Forum Palermo

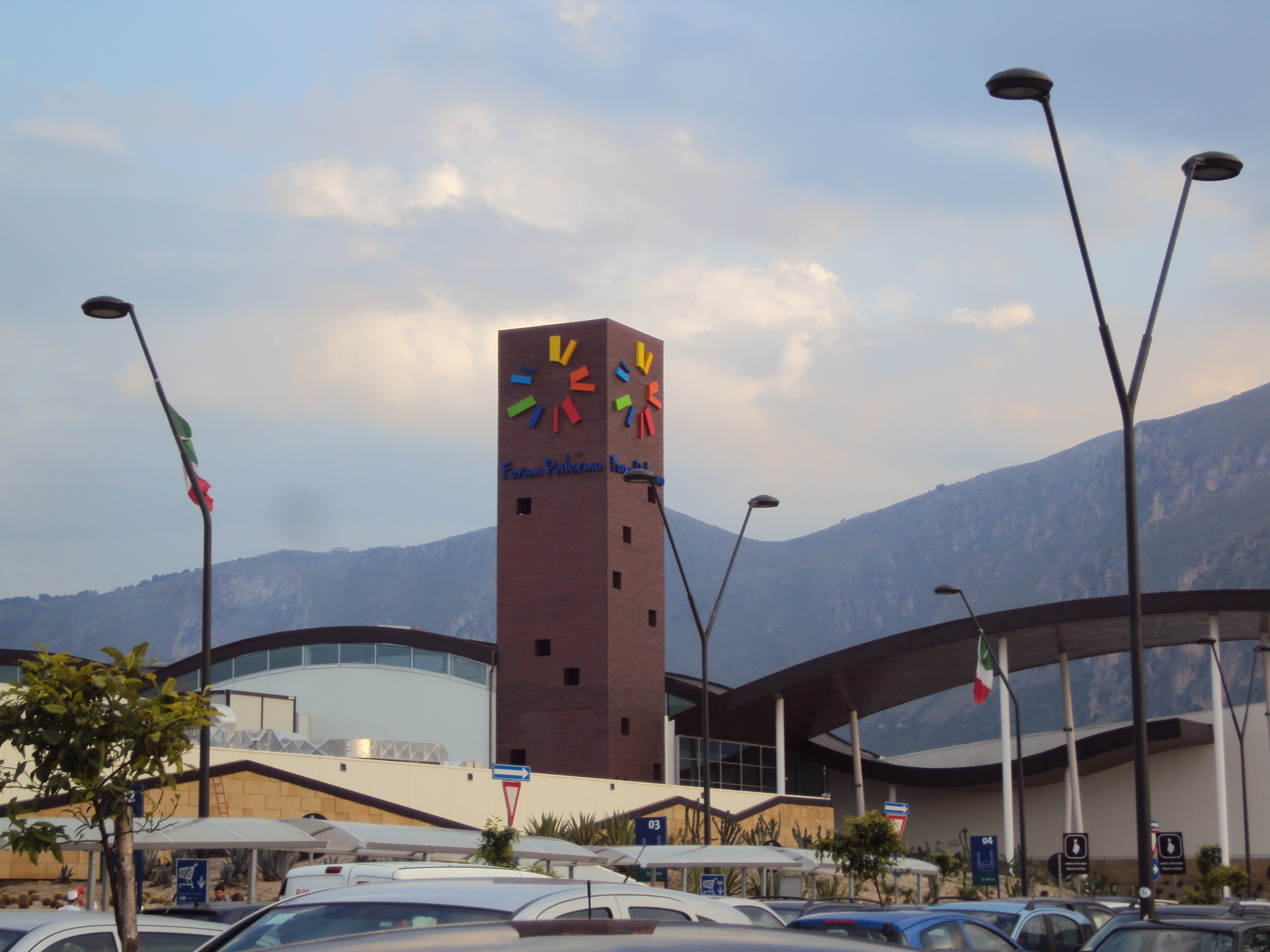
La torre del Forum Palermo, simbolo iconico del centro commerciale

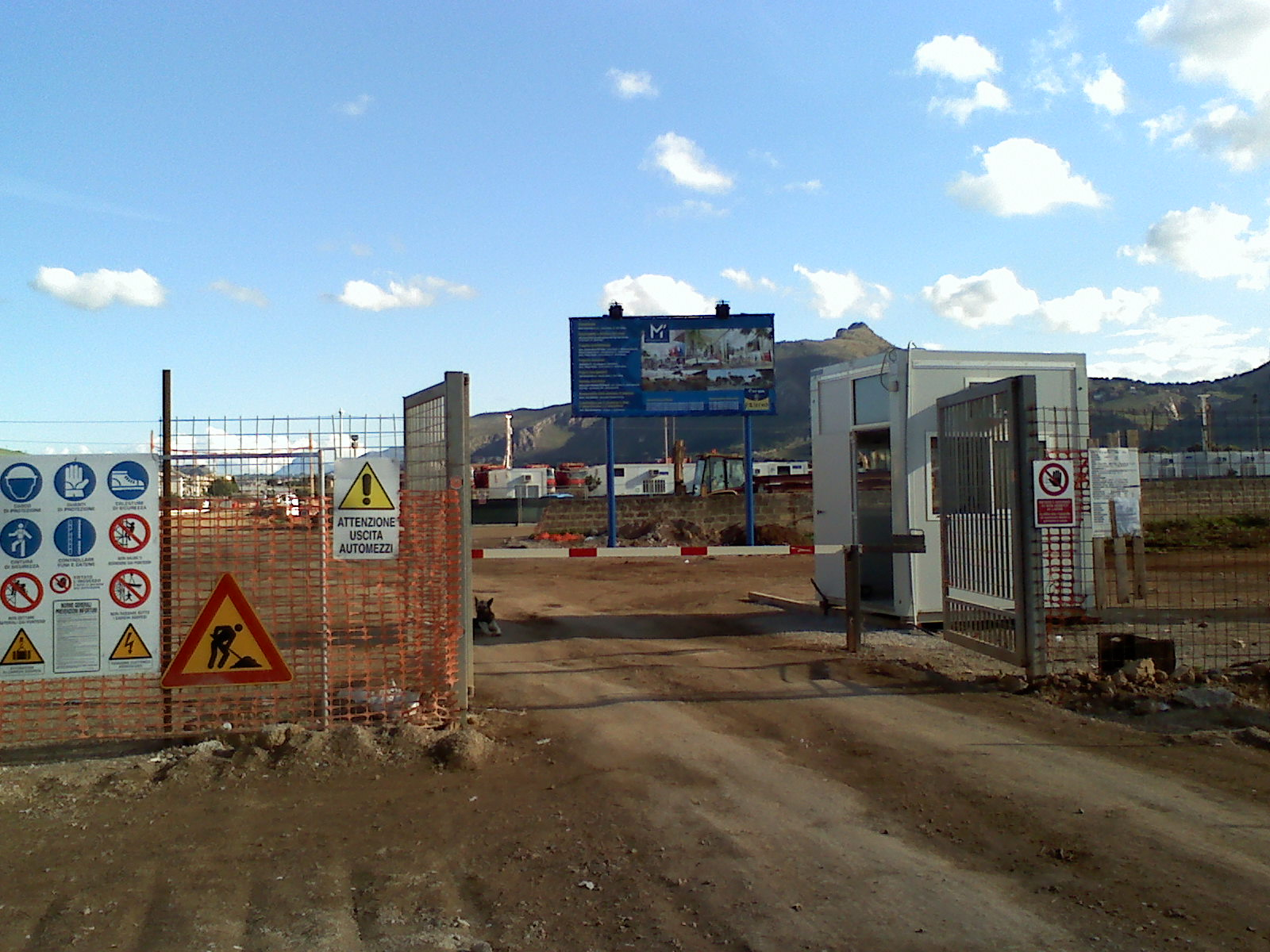
Una foto dei cantieri del centro commerciale durante il 2008

Il Forum Palermo è un complesso architettonico ad uso commerciale situato a Palermo tra il quartiere periferico residenziale Roccella e la zona industriale Brancaccio. È il più grande centro commerciale della provincia e della Sicilia occidentale.

## Storia
L'autorizzazione definitiva alla costruzione è arrivata nell'ottobre del 2007 mentre la posa simbolica della prima pietra è avvenuta nel dicembre dello stesso anno. L'inizio dei lavori per la costruzione del centro commerciale sono cominciati nel marzo del 2008. La struttura inizialmente prevedeva la presenza di un Ipermercato con marchio Carrefour, ma nel marzo del 2009 è arrivata la conferma ufficiale che il marchio Ipercoop avrebbe sostituito Carrefour all'interno della struttura. In principio nell'area dedicata al leisure era prevista una palestra su due piani ed altre attività di svago, successivamente è stata annunciata la sostituzione della palestra con un multiplex dotato di sette sale cinematografiche, a causa del cambio di destinazione d'uso i lavori su quest'area sono iniziati in ritardo e termineranno alcuni mesi dopo l'apertura del centro.
Il 17 novembre 2009 la Multidevelopment-C ha offerto alla città di Palermo un concerto inaugurale presso il Teatro Politeama al quale ha preso parte anche la cantante statunitense Gloria Gaynor. Il 24 novembre 2009 è stata fatta la prima inaugurazione del centro, l'evento si è svolto in serata e gli inviti erano limitati, durante la serata i negozi e l'ipermercato erano aperti ma non era possibile acquistare. L'apertura al pubblico è invece avvenuta il 25 novembre: inizialmente prevista per le 9.00 del mattino, è stata posticipata alle 11.00 per problemi tecnici, scatenando tensione e disagi alla folla che si era raccolta presso gli ingressi sin dalle prime ore del mattino.
L'apertura dell'ancora esterna, marchiata Leroy Merlin, inizialmente prevista per la fine del 2010, è stata, successivamente, posticipata di un anno. L'inaugurazione è quindi avvenuta il 14 settembre del 2011.
Il centro conta una media di oltre 700.000 visitatori annui.

### Ampliamento 2021
Nell'aprile del 2021 è stato inaugurato un ampliamento di 1.400 mq della Food Court che ha permesso l'apertura di 8 nuovi ristoranti. Il progetto è stato sviluppato dalla società di architettura Lombardini 22 e è stato sviluppato in un'area esterna predisposta per l'espansione in fase di costruzione iniziale. Anche la Food Court preesistente è stata totalmente rivista per seguire i nuovi canoni estetici. Il progetto di espansione prevede anche l'introduzione di politiche energetiche rinnovabili pari al 40% del fabbisogno energetico del centro.

### Rinnovo dell'ipermercato
Il 6 dicembre 2022, dopo diversi lavori effettuati all'interno dell'ipermercato, ceduto da Coop al gruppo Arena, viene aperto il nuovo Iperstore Decò, segnando un cambiamento del volto del centro commerciale, con una riduzione netta della superficie di vendita e la fine del gruppo Coop al suo interno.

## Trasporti
Il centro si trova su un terreno di circa 300.000 m². Il terreno si trova nelle vicinanze dello svincolo autostradale Brancaccio sull'A19 ed in corrispondenza della fermata Roccella del Servizio ferroviario metropolitano di Palermo. Per quanto riguarda i trasporti pubblici il centro è servito dalla linea bus AMAT numero 226. Presente inoltre nell'area parcheggio il terminal della Linea 1 della rete tranviaria di Palermo.

## Architettura
Particolarmente curata l'architettura sia degli interni che degli esterni. In particolare il profilo esterno vuole essere un richiamo alla morfologia del centro storico della città di Palermo seguendo lo schema del Villaggio Mediterraneo. 
Le forme irregolari dei negozi richiamano le strade del centro storico, sono inoltre presenti delle finte finestre sopra le vetrine dei negozi ad emulare abitazioni e piani sopraelevati. Sono presenti tre ingressi, due disposti alle estremità e si chiamano Fashion square e Water square, il terzo al centro della struttura e conduce direttamente all'interno della food court e si chiama The Village. All'esterno della struttura è stato recuperato lo storico Baglio Villa all'interno del quale prendono posto tre ristoranti. Nel terreno di fronte all'ingresso del centro commerciale è stato costruito l'edificio destinato al bricolage con una superficie di circa 10.000 m².

## Numeri
- Superficie complessiva: 300.000 m²
- Ipermercato: 13.100 m² (GLA) - 8.000 m² (Area vendita)
- Casse Ipermercato: 26 (+ 10 automatizzate)
- Mall chiusa: 7.750 m²
- Food Court interna: 3.400 m²
- Ancore: 12.300 m²
- Medie superfici: 2.700 m²
- Negozi: 11.800 m²
- Leisure: 4.200 m²
- Servizi: 850 m²
- Ancora Leroy Merlin: 9.150 m²
- Artigianato e ristorazione esterna: 1.300 m²
- Parcheggi Centro Commerciale: 2.400
- Parcheggi Leroy Merlin: 1.145
- Negozi: 135
- Multisala: 7 sale, 1.300 posti a sedere

## Servizi
Il centro dispone di:
- Accessibilità per portatori di handicap;
- Capolinea autolinee;
- Servizi Igienici;
- Parcheggio;
- Bar;
- Bancomat e sportello bancario.